# Ianiropsis setifera
Ianiropsis setifera är en kräftdjursart som beskrevs av Gurjanova 1950. Ianiropsis setifera ingår i släktet Ianiropsis och familjen Janiridae. Inga underarter finns listade i Catalogue of Life.